# 达拉斯神学院

DTS logo

达拉斯神学院（Dallas Theological Seminary, DTS）是一所位于美国达拉斯的保守派基督教神学院。该校还在亚特兰大、奥斯丁、休斯敦、圣安东尼奥和坦帕设有分校，以及多种语言的在线教育课程。

## 历史
达拉斯神学院成立于1924年，创立者是Lewis Sperry Chafer博士，他教授了第一级13名学生，在Chafer的领导下，达拉斯神学院是最早开辟四年制的神学学位教育，神学硕士的学校之一。目前的校址购买于1926年，神学博士教育开始于1927年。Chafer担任院长直到1952年去世。

該校毕业的 John F. Walvoord博士，在1952年Chafer去世后继任院长。1974年，达拉斯神学院增加了两年制的神学文学硕士教育，1982年又开始两年制的基督教教育硕士教育。除此以外，1980年开始了教牧博士科。Walvoord 于1986年从达拉斯神学院院长职位退休。
从1986年到1994年，Donald K. Campbell博士担任该校院长。在他任职期间，达拉斯神学院开发了三年制的圣经辅导（Biblical Counseling）硕士教育，以及两年制的圣经注释和语言学硕士教育
达拉斯神学院毕业的Chuck Swindoll博士从1994年到2001年担任该校院长，目前担任名誉校长。Mark Bailey博士自2001年起担任院长。
2006年开始中文课程，提供硕士与博士学位。
2007年2月，达拉斯神学院的12,000名校友服务于全世界97个国家的各个岗位

## 承认
达拉斯神学院于1969年获南部学院学校联盟（Southern Association of Colleges and Schools）承认，1994年获美国和加拿大神学院协会（Association of Theological Schools in the United States and Canada）承认。
该校是國際基督教學校聯盟（ACSI）、福音训练联盟（ETA）、耶路撒冷大學學院（Jerusalem University College）和神学研究学会（ITS）成员。

## 神学
达拉斯神学院是现代时代论神学的中心Chafer博士发展的系统神学用一种“千禧年前论的、时代论的解释”来研究圣经，他的8册书籍《系统神学》描述了这种神学研究方法，初版于1948年，现在仍是达拉斯神学院一些科目的必修教材。
这所神学院主要的神学观点包括：千禧年前论（premillennialism）、时代论（dispensationalism）和圣经无错谬（Biblical inerrancy）。全体教师仍认同时代论。该校自认为是新教内无宗派，并且自豪于它讲授66卷圣经的每一卷。信条详见此处 （页面存档备份，存于）。